# 코완땃쥐텐렉
코완땃쥐텐렉(Microgale cowani)은 텐렉과에 속하는 포유류의 일종이다. 마다가스카르섬의 토착종이다. 자연 서식지는 아열대 또는 열대 기후 지역의 저지대 습지 숲과 아열대 또는 열대 기후의 산지 습지 숲 그리고 농장, 심하게 훼손된 숲이다.